# Capacidad antioxidante equivalente al trolox
La capacidad antioxidante equivalente de Trolox (en inglés Trolox equivalent antioxidant capacity, TEAC) mide la capacidad antioxidante de una sustancia dada, en comparación con el estándar de Trolox. 
Comúnmente, la capacidad antioxidante se mide utilizando el ensayo de decoloración ABTS. Otros ensayos de capacidad antioxidante que utilizan Trolox como estándar incluyen los ensayos del difenilpicrilhidrazilo (DPPH), la capacidad de absorción de radicales de oxígeno (ORAC) y la capacidad antioxidante total del plasma (FRAP). 
El ensayo TEAC se utiliza a menudo para medir la capacidad antioxidante de los alimentos, bebidas y suplementos alimenticios.